# Richard Brooker

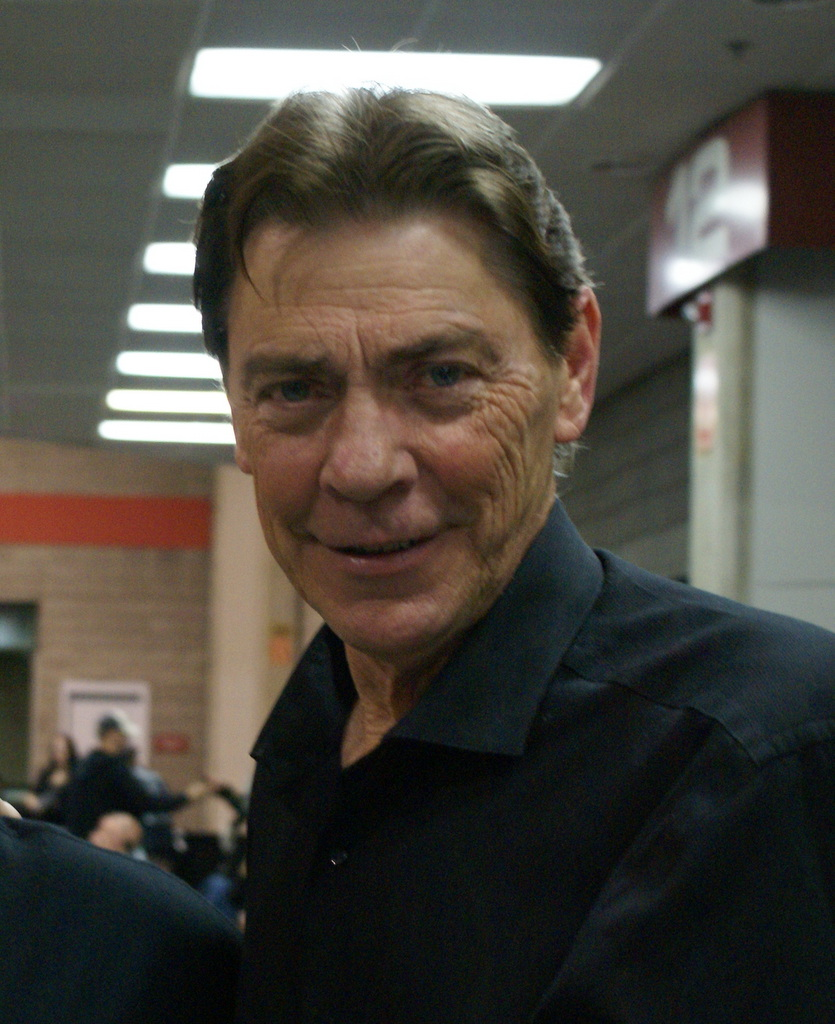
Richard Brooker im März 2013

Richard J. Brooker (* 20. November 1954 in London; † 8. April 2013) war ein britischer Stuntman, Trapezkünstler, Schauspieler, Regisseur, Produzent und Unternehmer. 

## Leben und Wirken
Brooker war der Sohn eines C.S.M.I.-Offiziers der britischen Kavallerie und ein Trapezkünstler, bevor er seine Schauspielkarriere begann.
Seine erste Schauspielrolle bekam er als Jason Voorhees in Und wieder ist Freitag der 13. durch das Magazin "Dramalogue", das ihn auswählte die Rolle des psychotischen und entstellten Serienkillers zu übernehmen. Insbesondere war er der erste Schauspieler der als Jason die jetzt kultige Hockey Torwartmaske anzog, die später zum Markenzeichen der Serie wurde. Er führte alle Stunts selbst aus und trug blaue Jeans und ein Sweatshirt während des Filmens. Außerdem trug Brooker die ganze Zeit weiße Schaumpolster unter seinem Shirt um sich eine stämmigere Figur zu verleihen, da er selbst schlank und trainiert war aufgrund seiner ehemaligen Karriere als Trapezkünstler.
Danach übernahm er kleinere Filmrollen in Der Todesjäger, Deep Sea Conspiracy und in der Fernsehserie Trapper John, M.D. Später arbeitete er als Regisseur für Serien wie Bill Nye the Science Guy und produzierte mehrere Sportprogramme, wie beispielsweise Fox Sports Networks, Polo und Pferdeshows. 
In späteren Jahren war er als Unternehmer tätig. 
2006 gewann er den Emmy Award.
Laut seinem Management verstarb Richard Brooker am 8. April 2013 an einem Herzinfarkt.

## Filmografie
- 1982: Und wieder ist Freitag der 13. (Friday the 13th Part III: 3D)
- 1983: Der Todesjäger (Deathstalker)
- 1984: Trapper John, M.D. (Fernsehserie)
- 1987: Deep Sea Conspiracy